# 이요원
이요원(1980년 4월 9일 ~ )은 대한민국의 배우이다.

## 경력
1997년 고교 방송반으로 활동중 별 기대없이 출전한 연예인 캐스팅 컨벤션의 모델캐스팅대회에서 대상을 수상한 후 월간 잡지 '피가로' 11월호의 모델로 데뷔했다. 1998년 당시 명세빈의 아역을 찾던 장현수 감독이 이요원의 잡지화보를 보고 바로 캐스팅했으며 이어 영화 《남자의 향기》를 통해 연기자로 정식 데뷔하였으며, 게임피아 표지 모델 코스프레를 등장하였다. 1999년 KBS 시즌제 교육 드라마 《학교 2》와 영화 《주유소 습격사건》에 아르바이트 주유원으로 출연하며 대중의 주목을 받기 시작한다. 2001년 청룡영화제 여우신인상을 안겨준 《고양이를 부탁해》와 KBS 드라마 《푸른 안개》로 연기력을 인정받아 차세대 톱스타로 떠올랐다. 이후 KBS 드라마 《순정》과 영화 《서프라이즈》에서 주연을 맡았다. 《모래시계》 김종학-송지나 콤비의 2002년 SBS 드라마 《대망》에서 여주인공 윤여진 역을 맡은 후 잠시 연기자 활동을 중단하게 된다. 2년간의 공백 이후 2005년 SBS 드라마 《패션70s》로 화려하게 복귀에 성공했다. 이후 2007년 SBS 연기대상에서 10대스타상, 최우수상, 인기상, 베스트커플상 4관왕을 안겨준 드라마 《외과의사 봉달희》와 730만 관객동원 영화 《화려한 휴가》가 연이어 대박을 터뜨리며 흥행보증수표로 자리잡았고, MBC 드라마 《선덕여왕》에서 타이틀롤을 맡아 열연을 펼쳐 2009년 MBC 연기대상에서 최우수연기상, 베스트커플상을 수상했다. 이후 다시 SBS로 돌아와 드라마 《49일》에서 좋은 연기를 선보여 드라마가 동시간대 시청률 1위하는 기염을 토했다. 그 후 드라마 《마의》에서 주인공인 강지녕 역을 맡아 조승우와 호흡을 맞추었다. 2013년 드라마 《황금의 제국》에선 차갑고 냉철한 재벌가 상속녀를 맡아 호소력 있는 감정연기로 최서윤 역을 완벽 구현하며 열연을 펼쳐 2013년 SBS 연기대상에서 최우수연기상, 10대스타상을 수상하며 많은 호평을 받았다.
2016년 JTBC 드라마 《욱씨남정기》에 출연하여 물오른 연기로 인생캐릭터를 만났다는 극찬을 받았다. 2016년 11월 MBC 《불야성》에서 이요원이 연기하는 서이경은 누구도 넘볼 수 없는 자신의 왕국을 세우려는 거대한 야망을 품은 황금의 여왕이자, 탐욕은 죄가 없다고 믿는 냉정과 열정의 화신이다. 여리한 외모와는 달리 피도 눈물도 없는 차가운 심장을 가진 얼음여왕. 말 한마디에 거액이 오가는 협상 테이블에서도 평온한 말투와 흐트러짐 없는 자세로 상대를 굴복시키는 철의 여인이다. 디즈니 배급 영화 《그래,가족》는 2017년 2월 15일에 개봉되었다. 영화는 핏줄이고 뭐고 모른 척 살아오던 삼남매에게 예상치 못한 막내동생이 나타나면서 벌어지는 치열한 가족의 탄생기를 그린 코미디 가족영화에서 잘난 체해도 결국 흙수저인 둘째 오수경 기자 역할을 연기했다.
2017년 tvN 《부암동 복수자들》에서 가진 것은 돈 밖에 없는 재벌가의 딸이자 배신감을 안긴 남편에게 복수하기 위해 ‘복자클럽’의 결성을 주도하는 김정혜 역을 맡아 제옷입은 듯 실감나는 연기와 완벽한 캐릭터 소화력으로 인생작, 인생캐릭터를 만났다는 호평속에 시청자들의 많은 사랑을 받았다.

## 개인사
2003년 1월 10일 22세의 나이에 골프 선수 박진우와 결혼식을 올렸다. 2003년 12월 23일 첫째 딸 박애린을 출산했고, 11년 만에 2014년 5월 둘째 딸을 출산했으며, 2015년 5월 15일 셋째 아들을 출산했다.

## 출연 작품

### 드라마
| 연도 | 제목                   | 역할                          | 방송사 | 비고                                                          |
| ---- | ---------------------- | ----------------------------- | ------ | ------------------------------------------------------------- |
| 1998 | 《승부사》             | 카페아르바이트생              | SBS    | 단역                                                          |
| 1998 | 《미우나 고우나》      | 이빛나                        | SBS    | 107부작                                                       |
| 1999 | 《남자 셋 여자 셋》    | 김영희                        | MBC    | 525부작                                                       |
| 1999 | 《행진》               | 정요원                        | SBS    |                                                               |
| 1999 | 《학교 2》             | 김연진                        | KBS2   | 42부작                                                        |
| 2000 | 《꼭지》               | 허지혜                        | KBS2   | 50부작                                                        |
| 2000 | 《세상 끝에서 만나다》 | 미숙                          | KBS2   | 단막극                                                        |
| 2001 | 《푸른 안개》          | 이신우                        | KBS2   | 20부작                                                        |
| 2001 | 《순정》               | 한세진(강현주)                | KBS2   | 16부작                                                        |
| 2002 | 《대망》               | 윤여진                        | SBS    | 26부작                                                        |
| 2005 | 《패션 70's》          | 한더미(고준희)                | SBS    | 28부작                                                        |
| 2007 | 《외과의사 봉달희》    | 봉달희                        | SBS    | 18부작                                                        |
| 2007 | 《못된 사랑》          | 나인정                        | KBS2   | 20부작                                                        |
| 2009 | 《선덕여왕》           | 덕만공주 (선덕여왕)           | MBC    | 62부작                                                        |
| 2011 | 《49일》               | 송이경 (빙의된 신지현)/신지민 | SBS    | 20부작                                                        |
| 2012 | 《마의》               | 강지녕 (영달)                 | MBC    | 50부작                                                        |
| 2013 | 《황금의 제국》        | 최서윤                        | SBS    | 24부작                                                        |
| 2016 | 《욱씨남정기》         | 욱다정 (옥다정)               | JTBC   | 16부작                                                        |
| 2016 | 《불야성》             | 서이경                        | MBC    | 20부작                                                        |
| 2017 | 《부암동 복수자들》    | 김정혜                        | tvN    | 12부작                                                        |
| 2019 | 《이몽》               | 이영진                        | MBC    | 3.1운동 및 대한민국 임시정부 수립 100주년 기념 드라마, 40부작 |
| 2019 | 《달리는 조사관》      | 한윤서                        | OCN    | 14부작                                                        |
| 2022 | 《그린마더스 클럽》    | 이은표                        | JTBC   | 16부작                                                        |

### 영화
| 연도 | 제목                 | 역할        | 비고 |
| ---- | -------------------- | ----------- | ---- |
| 1998 | 《남자의 향기》      | 어린 신은혜 |      |
| 1999 | 《주유소 습격 사건》 | 깔치        |      |
| 2001 | 《고양이를 부탁해》  | 신혜주      |      |
| 2002 | 《아프리카》         | 이지원      |      |
| 2002 | 《서프라이즈》       | 왕하영      |      |
| 2005 | 《광식이 동생 광태》 | 고윤경      |      |
| 2007 | 《화려한 휴가》      | 박신애      |      |
| 2010 | 《된장》             | 장혜진      |      |
| 2012 | 《용의자X》          | 백화선      |      |
| 2013 | 《전설의 주먹》      | 홍규민      |      |
| 2017 | 《그래, 가족》       | 오수경      |      |
| 2025 | 《귀신들》           | AI맘        |      |

## 연기 외 활동

### 뮤직 비디오
| 연도 | 가수    | 노래                                   | 비고 |
| ---- | ------- | -------------------------------------- | ---- |
| 1998 | Deep    | Please Baby Don't Cry                  |      |
| 1998 | O.P.P.A | WAYO!WAYO!                             |      |
| 1999 | A4      | 용서해줄래                             |      |
| 1999 | K2      | 그녀의 연인에게                        |      |
| 2000 | 포지션  | I Love You                             |      |
| 2001 | WHY     | 행복하세요(Joy project - 1년간의 사랑) |      |
| 2002 | 지서련  | 울고 싶어지는 오후                     |      |
| 2006 | 바이브  | 술이야                                 |      |
| 2007 | SeeYa   | 얼음인형                               |      |
| 2007 | SeeYa   | 사랑의 인사                            |      |
| 2009 | 신승훈  | 사랑치                                 |      |
| 2012 | 양파    | 사랑은 다 그런거래요                   |      |

### 텔레비전 프로그램
| 연도 | 제목      | 역할                       | 방송사 | 비고                |
| ---- | --------- | -------------------------- | ------ | ------------------- |
| 2015 | SBS       | 《일요일이 좋다 - 런닝맨》 | 게스트 | 2015년 8월 9일 방송 |
| 2024 | TV CHOSUN | 《식객 허영만의 백반기행》 | 게스트 | 2024년 7월 7일 방송 |
| 2025 | SBS       | 《미운 우리 새끼》         | 게스트 |                     |
| 2025 | SBS       | 《신발 벗고 돌싱포맨》     | 게스트 |                     |

### 웹예능
| 연도 | 제목   | 역할              | 방송사 | 비고            |
| ---- | ------ | ----------------- | ------ | --------------- |
| 2025 | 유튜브 | 《노빠꾸 탁재훈》 | 게스트 | 2025년 4월 23일 |

### 음반
| 연도 | 음반명                                                                                                  |
| ---- | --- |
| 2009 | - 선덕여왕 Special OST Part.2 비담 (悲談) (슬픈 이야기) - (2009년 12월 28일) - 태군 - 속았다 (내레이션) |

### 광고
| 연도      | 광고명 |
| --------- | --- |
| 1998      | - 롯데칠성 실론티 (음료) - 크라운제과 초코하임 |
| 1998~1999 | - 존슨앤드존슨 클린앤클리어 |
| 1999      | - 현대약품 미에로화이바 - 삼성전자 애니콜 (휴대폰) - 인디에프 예스비 (여성의류) - 한국P&G 위스퍼 생리대                                                                                          |
| 2000      | - KT n016 퍼스넷 - 남양유업 프렌치카페 커피 - 크라운제과 쿠크다스 - SUBI (여성의류) - LG전자 싸이언 - 컬러메세지, 사랑본색 편 - 오리온 핫브레이크 (With 남창희) - 코오롱 코오롱 샴푸 with 김승현 |
| 2001      | - LG생활건강 더블리치 트리트먼트칼라 - 밀리오레 - 한국화장품 칼리 |
| 2002      | - SK텔레콤 모네타 - 화승 K-SWISS(우들스) - 샤니 부드러운 숙 |
| 2002~2003 | - SK텔레콤 네이트 |
| 2005      | - 남광토건 하우스토리 |
| 2006      | - 삼성테스코 프리선셋 |
| 2007      | - 신동아건설 파밀리에, 하이파크시티 |
| 2008      | - 농심 제주삼다수 - 동화기업 동화자연마루 |
| 2009      | - 현대해상 하이카 자동차보험 - 현대해상 하이라이프 퍼펙트 종합보험 |
| 2010      | - LG생활건강 오휘 화장품 - 패션그룹형지 라젤로 (여성의류) |
| 2012      | - JDX multisports JDX (골프웨어) |
| 2014      | - 리한기업 홍보영상 |
| 2014~2024 | - (주)파크랜드 프렐린 (여성의류) |
| 2015      | - 에스티 로더 라메르 화장품 |
| 2016~2017 | - 시세이도 화장품 |

### 홍보대사
- 2009년 12월 경상북도 관광 홍보 대사[7]
- 2009년 12월 헬로 풋볼 홍보 대사[8]
- 2010년 3월 세무서 일일 명예 민원봉사실장(역삼, 삼성, 서초)[9]

## 수상 및 후보
| 연도 | 시상식                   | 부문                                  | 작품            | 결과 |
| ---- | ------------------------ | ------------------------------------- | --------------- | ---- |
| 1997 | 연예인 캐스팅대회        | 패션모델 부문 대상                    | 빈칸            | 수상 |
| 2001 | 제22회 청룡영화상        | 신인여우상                            | 고양이를 부탁해 | 수상 |
| 2001 | 제9회 춘사영화제         | 올해의 여자연기상                     | 고양이를 부탁해 | 수상 |
| 2001 | 제4회 디렉터스 컷 시상식 | 올해의 여자 신인연기자상              | 고양이를 부탁해 | 수상 |
| 2001 | KBS 연기대상             | 인기상                                | 푸른 안개       | 수상 |
| 2002 | 제38회 백상예술대상      | 영화부문 여자 신인연기상              | 고양이를 부탁해 | 수상 |
| 2002 | SBS 연기대상             | 뉴스타상                              | 대망            | 수상 |
| 2005 | SBS 연기대상             | 10대 스타상                           | 패션 70's       | 수상 |
| 2005 | SBS 연기대상             | 특별기획부문 연기상                   | 패션 70's       | 수상 |
| 2007 | SBS 연기대상             | 10대 스타상                           | 외과의사 봉달희 | 수상 |
| 2007 | SBS 연기대상             | 여자 최우수연기상                     | 외과의사 봉달희 | 수상 |
| 2007 | SBS 연기대상             | 네티즌최고 인기상                     | 외과의사 봉달희 | 수상 |
| 2007 | SBS 연기대상             | 베스트 커플상 (with 이범수)           | 외과의사 봉달희 | 수상 |
| 2009 | 제22회 그리메상          | 최우수여자연기상                      | 선덕여왕        | 수상 |
| 2009 | 제10회 대한민국영상대전  | 탤런트부문 포토제닉상                 | 빈칸            | 수상 |
| 2009 | MBC 연기대상             | 여자 최우수연기상                     | 선덕여왕        | 수상 |
| 2009 | MBC 연기대상             | 베스트 커플상 (with 김남길)           | 선덕여왕        | 수상 |
| 2010 | 제5회 아시아모델시상식   | 드라마부문 특별상                     | 빈칸            | 수상 |
| 2011 | SBS 연기대상             | 10대 스타상                           | 49일            | 수상 |
| 2011 | SBS 연기대상             | 프로듀서상                            | 49일            | 수상 |
| 2011 | SBS 연기대상             | 드라마스페셜부문 여자 최우수연기상    | 49일            | 후보 |
| 2012 | MBC 연기대상             | 특별기획부문 여자 최우수연기상        | 마의            | 후보 |
| 2013 | SBS 연기대상             | 10대 스타상                           | 황금의 제국     | 수상 |
| 2013 | SBS 연기대상             | 중편드라마부문 여자 최우수연기상      | 황금의 제국     | 수상 |
| 2019 | MBC 연기대상             | 주말특별기획 드라마 여자 최우수연기상 | 이몽            | 후보 |

## 매니저
- 인터뷰

16년 2월 이요원은 서울 종로구 소격동에 있는 한 카페에서 영화 "그래, 가족" 인터뷰를 가지기로 하였다. 하지만 이날 이요원은 예정 시간보다 20분 정도 늦게 도착하였다. 이요원은 지각에 대하여서 설명없이 사진 촬영을 시작하였다. 인터뷰 중에서도 지각에 대한 언급은 하지 않았다. 이에 취재진이 "차가 많이 막혔느냐"라고 묻자 이요원은 매니저에게 "네가 대신 말해봐" 라며 말하였다. 이요원은 취재진들에게 사과를 하지 않고 인터뷰를 끝냈다.